# Seznam biskupů v Digne-les-Bains
Seznam biskupů v Digne-les-Bains zahrnuje všechny představitele diecéze v Digne-les-Bains založené ve 4. století.
- asi 364: sv. Domnin (Domninus)
- 374: sv. Vincent (Vincentius)
- 442–451: Superventor
- 439–455: Nectaire (Nectarius)
- asi 463: Memorialis
- 506: Pentadius
- 524–527: Portien (Portianus)
- asi 535 nebo 549–554 nebo 555: Hilaire (Hilarius)
- 573–585: Heraclius (Aredius)
- Paul(us)
- 614: Maxime (Maximus)
- asi 650: Agape nebo Bobon
- 788 nebo 790 nebo 791: Raymbaut (Recambauldus)
- 899: Bléderic (Bledricus)
- 1025: Emin(us)
- asi 1028–1038 nebo asi 1035: Bernard I. (Bernardus)
- 1038 nebo 1042–1065, 1066 nebo 1068: Hugues I. (Hugo)
- asi 1070: Laugier
- 1146: Gui(do)
- asi 1150: Pierre I. Hesmido (Petrus Esmido, Pierre Ismidon)
- 12. století: Hugues II. de Vars
- 12. století: Hugues III.
- 12. století: Pierre II. de Droilla nebo de Droilla
- 1179: Guillaume I. de Bénévent (Guilielmus)
- 1184–1185: Guigue de Revel (Guigues, Guido)
- 1192–1196: Bertrand I. de Turriers
- 1206: Ismidon (Ismido)
- 1209: Walon de Dampierre (Gualo, Wallo)
- 1210, 1211 nebo 1217–1232: Lantelme
- 1233–1242: Hugues IV. de Laon (Hugo de Lauduno)
- 1247–1248: Amblard
- 1248–1278: Boniface
- 1289–1294 nebo 1295: Guillaume II. de Porcellet
- 1297–1299 nebo 1302: Hugues V. (Hugo)
- asi 1302 nebo 1303 nebo 1304–asi 1318: Renaud de Porcellet (Raynaud de Porcellet)
- 1318–1322 nebo 1324: Armand de Vernovo
- 1323 nebo 1324–asi 1325: Guillaume III de Sabran
- 1326: Guillaume IV. Ebrard
- 1327 nebo 1334–1341: Elzéar de Villeneuve
- 1341–1361 nebo 1362: Jean I. Peissoni (Joannes Piscis, Peysonni, Jean Peisson)
- 1362–1385: Bertrand II de Seguret
- 1390 nebo 1397–1406 nebo 1408: Nicolas de Corbaire
- 1406 nebo 1409–1431 nebo 1432: Bertrand III. Raoul
- 1432–1439: Pierre III. de Verceil (Petrus de Versailles)
- 1439 nebo 1440–1445: Guillaume V. d'Estouteville (kardinál)
- 1445–1466: Pierre IV. Turelure
- 1466–1479: de La Croix
- 1479–1513: Antoine I. Guiramand
- 1513–1536 nebo 1536: François I. Guiramand
- 1536–1545 nebo 1546: Chérubin d'Orsière
- 1546–1552: Antoine II. Olivier
- 1552–1568: Antoine III. Hérouet
- 1568 nebo 1569–1587: Henri I. Le Meignen
- 1587–1602: Claude I. Coquelet
- 1602–1615: Antoine IV. de Bologne
- 1615 nebo 1616–1628: Louis I. de Bologne
- 1628–1664: Raphaël de Bologne
- 1664–1668: Toussaint de Forbin-Janson
- 1668–1669: Jean-Armand de Rotondis de Biscarras
- 1669 nebo 1670–1675 nebo 1676: Jean II. de Vintimille du Luc
- 1675 nebo 1676–1677: Henri II. Félix de Tassy
- 1677: Claude II. de Bourlon
- 1677–1708: François II. Le Tellier
- 1708–1728: Henri III. du Pujet
- 1728 nebo 1730–1741: Antoine V. Feydeau
- 1742: Paul de Ribeyre
- 1742–1746: Jean-Louis du Lau
- 1747–1758: Louis II. Sextius Jarente de La Bruyère
- 1758–1784: Pierre-Paul I. du Caylar
- 1784–1790: François III. du Mouchet de Villedieu
- 1791–1793: Jean-Baptiste de Villeneuve (ústavní biskup)
- 1802–1805: Irénée-Yves de Solle
- 1805–1838: Charles François Melchior Bienvenu de Miollis
- 1839 nebo 1840–1848: Marie Dominique Auguste Sibour
- 1848 nebo 1849–1880: Marie-Julien Meirieu
- 1880–1885: Louis-Joseph-Marie-Ange Vigne
- 1885–1887: François-Alfred Fleury-Hottot
- 1887–1889: Henri-Abel Mortier
- 1889–1897: Pierre-Paul II. Servonnet
- 1897–1905: Jean III. Hazera
- 1906–1915: Dominique Castellan
- 1915–1917: Léon-Adolphe Lenfant
- 1917–1923: Jean Joseph Benoît Marie Martel
- 1923–1958: Cosme Benjamin Jorcin
- 1958–1980: René Fernand Bernardin Collin
- 1980–1987: Edmond Marie Henri Abelé
- 1988–1996: Georges Paul Pontier
- 1997-2014: François-Xavier Jacques Marie Loizeau
- od 2014 Jean-Philippe Nault